# Redwood City (Kalifornija)
Redwood City je grad u američkoj saveznoj državi Kalifornija. Prema popisu stanovništva iz 2010. u njemu je živjelo 76.815 stanovnika.